# Fluen (film fra 1986)
 For alternative betydninger, se Fluen. (Se også artikler, som begynder med Fluen) 
Fluen (originaltitel:The Fly) er en amerikansk science fiction- gyserfilm fra 1986 instrueret af David Cronenberg, der var med-forfatter på filmens manuskript. Filmen, der er produceret af Mel Brooks’ Brooksfilms og distribueret af 20th Century Fox, har Jeff Goldblum, Geena Davis og John Getz i hovedrollerne. Den er løst baseret på George Langelaans novelle af samme navn fra 1957 og filmen af samme navn fra 1958, og handler om en excentrisk videnskabsmand, der, efter at et af hans eksperimenter går galt, langsomt bliver til et fluehybrid væsen. Filmens musik blev komponeret af Howard Shore, og make-up-effekterne blev skabt af Chris Walas sammen med makeupartisten Stephan Dupuis.
Fluen blev udgivet i USA den 15. august 1986 og modtog positive anmeldelser. Den fik dansk premiere den 30. januar 1987 i flere danske biografer. Filmen indtjente i alt 60,6 millioner dollars og blev således også en kommerciel succes. Filmen vandt en Oscar for bedste makeup.
Filmens tagline, "Be afraid. Be very afraid” (da.: “Vær bange. Vær meget bange.") er siden i populærkulturen blevet brugt i mange andre senere produktioner.
En efterfølger, Fluen 2, instrueret af Chris Walas, blev udgivet i 1989.

## Handling
Seth Brundle, en genial, men excentrisk videnskabsmand, møder ved en pressekonference videnskabsjournalisten Ronnie Quaife. Han tager hende med til sit laboratorium, hvor han viser hende sin opfindelse: et sæt "telepoder", der kan teleportere materiale. Seth aftaler med Ronnie, at hun holder opdagelsen hemmelig mod at få eneret til den journalistiske historie. Telepoderne kan kun transportere livløse genstande; levende væv bliver ødelagt, hvilket påvises, da et forsøg på at teleportere en bavian går galt, da den kommer ud af telepoderne med vrangen vendt ud.
Seth og Ronnie indleder et seksuelt forhold, hvilket inspirerer Seth til at omprogrammere telepoderne til at kunne teleportere levende væv, og han gennemfører med succes en teleportering af en anden bavian. Seth foretager herefter en teleportering af sig selv, men overser, at en flue er smuttet ind i senderen sammen med ham. Seth teleporteres, og han kommer ud af den modtagende telepod tilsyneladende normal.
I dagene efter får Seth større fysisk styrke, udholdenhed og større seksuel potens, hvilket han tilskriver, at teleporteringen har "renset" hans krop. Han får også trang til sukker, og Ronnie bliver bekymret over Seths forandrede adfærd og også de mærkelige, strittede hår, der vokser fra et sår på hans ryg. Seth bliver arrogant og voldelig og insisterer på, at teleporteringsprocessen er gavnlig, og forsøger at tvinge Ronnie til at gennemgå en teleportering. Da hun nægter, forlader han hende og går til en bar, hvor han deltager i en armlægningskonkurrence, hvor han med sin styrke brækker armen på sin modstander. Han møder en kvinde, som han tager med til sit laboratorium, hvor de har sex, hvorefter Seth forsøger at tvinge hende til at teleportere. Ronnie redder hende fra teleporteringen, hvorefter Seth smider Ronnie ud, men da hans negle begynder at falde af, indser han, at noget gik galt under hans teleportering. Han tjekker sin computers optegnelser og konstaterer, at telepod-computeren efter at konstatere to livsformer i den afsendende telepod, på det molekylær-genetiske niveau fusionerede ham med fluen.
Seth fysiske forandring fortsætter. Han mister kropsdele og bliver mindre menneskelig af udseende. Efter i flere uger at have været bange for at kontakte Ronnie, genopretter han forbindelsen til hende og fortæller, at han er ved at blive en hybrid af menneske og insekt. Han er begyndt at kaste fordøjelsesenzymer op på sin mad for at opløse den og har fået evnen til at klatre på vægge og lofter. Han indser, at han er ved at miste sin menneskelige fornuft og empati, og i stedet drives af primitive impulser, han ikke kan kontrollere.
Seth installerer et program i telepod-computeren, der vil kunne fortynde fluegenerne i hans krop med menneskeligt DNA. Ronnie erfarer, at hun er gravid med Seth og har et mareridt om at føde en kæmpe maddike. Hun får sin chef, Stathis, til at overtale en læge til at udføre en abort. Efter at have overhørt deres samtale, bortfører Seth Ronnie, før aborten kan finde sted, og beder hende om at føde barnet, da det kan være den sidste rest af hans menneskelighed. Stathis bryder ind i Seths laboratorium med et haglgevær, men Seth vansirer ham med sit ætsende opkast.
Seth afslører nu sin desperate plan for Ronnie: han vil bruge telepoderne til at smelte sig selv og hende sammen med deres ufødte barn til én enhed. Da Seth trækker hende ind i en af telepoderne, forsøger hun at gøre sig fri og kommer til at rive hans kæbe af, hvilket udløser hans sidste forvandling til et insektoid-menneskeligt væsen, der springer ud af resterne af Seths menneskehud. Insektet lukker Ronnie inde i den første telepod og går selv ind i den anden. Den sårede Stathis bruger sit haglgevær til at ødelægge kablerne, der forbinder Ronnies telepod til computeren, og Ronnie kan flygte. Insektvæsenet forsøger at bryde ud af sin telepod inden fusionsprocessen sættes i gang, men når det ikke og bliver fusioneret med metaldøren og kablerne på den anden telepod. Da det deforme væsen kravler ud af den modtagende telepod, beder det Ronnie om at gøre en ende på dens lidelse, og tårevældet skyder hun den.

## Medvirkende
- Jeff Goldblum som Seth Brundle
- Geena Davis som Veronica "Ronnie" Quaife
- John Getz som Stathis Borans
- Joy Boushel som Tawny
- Leslie Carlson som Dr. Brent Cheevers
- George Chuvalo som Marky
- David Cronenberg som gynækolog

## Produktion

### Casting
Filmen blev produceret af Stuart Cornfeld og af Mel Brooks' produktionsselskab Brooksfilms. Brooks ville have Pierce Brosnan til at spille rollen som Seth Brundle, men instruktøren David Cronenberg afviste idéen. John Malkovich blev tilbudt rollen, men han takkede nej. John Lithgow blev også tilbudt rollen, men han afslog, da han fandt rollen for grotesk. Michael Keaton og Richard Dreyfuss blev også overvejet. Cronenberg foreslog Jeff Goldblum til hovedrollen, da Goldblum var villig til at optræde med protetisk makeup i modsætning til andre foreslåede skuespillere som Dreyfuss.
Cornfeld modsatte sig Geena Davis' casting, da hun var Goldblums kæreste i det virkelige liv, men Cronenberg ville have Geena Davis. Andre skuespillerinder blev overvejet, men de "var alle katastrofer", hvilket selv Cornfeld indrømmede.

### Optagelser
Filmens budget blev rapporteret til at være mellem $9 millioner og $15 millioner. Chris Walas, der arbejdede på filmen Scanners, blev hyret til at skabe filmens specialeffekter. Optagelserne begyndte den 1. december 1985 i Toronto i Kleinburg Studios.

## Musik
Filmmusikken til The Fly er komponeret og dirigeret af Howard Shore og fremført af London Philharmonic Orchestra. Den blev udgivet på vinyl, kassettebånd og CD.
Bryan Ferry blev hyret til at skrive og indspille en sang til filmen, og Ferry indspillede sangen "Help Me", hvortil der blev produceret enmusikvideo, hvori optagelser fra filmen indgik. Producent og instruktør kunne lide sangen, men mente ikke, at den passede sammen med filmen. Sangen blev derfor kun brugt kort i filmen, i baggrunden under scenen, hvor Brundle i baren udfordrer til armlægning. "Help Me" er ikke var med på filmens soundtrack-udgivelse, men blev udgivet i 1993 på Roxy Music/Bryan Ferry CD'en Ultimate Collection.

## Modtagelse

### Kommercielt salg
Filmen indtjente $40.456.565 på hjemmemarkedet og $20.172.594 internationalt, i alt $60.629.159, og blev således en kommerciel succes.

### Modtagelsen hos kritikerne
Filmen modtog overvejende positiv kritik ved udgivelsen og blev beskrevet som en genindspilning, der overgår originalen og potentialet i den originale historie. Chicago Tribune kaldte det et sjældent personligt kunstværk, der også er en kommerciel succes. Los Angeles Times hyldede filmen som et fantastisk stykke filmskabelse, der gjorde det muligt for publikum at identificere sig med monstret. Time skrev, at Fluen er en chokerende gyserfilm og også årets mest rørende romantiske film. Omvendt kritiserede The New York Times filmen for distraherende overdreven deformitet, mangel på følelsesmæssig dybde og tonal inkonsistens. Anmelderen mente, at filmen forsøger at være for mange ting på én gang og i sidste ende kommer til kort, på trods af Goldblums præstation og Cronenbergs ambitiøse vision.
Ifølge Metacritic modtog The Fly "universal anerkendelse", baseret på et vægtet gennemsnit på 81 ud af 100 fra 12 kritikeranmeldelser. På Rotten Tomatoes er 93 % af 74 anmeldelser positive for filmen, med en gennemsnitlig vurdering på 8,4/10.
I 2005 inkluderede Time Magazine filmen på deres liste "All-TIME 100 Greatest Movies" og medtog senere filmen på listen over de 25 bedste gyserfilm.

### Priser og nomineringer
Fluen blev nomineret til priserne i diagrammet nedenfor. Det var forventet, at Jeff Goldblums præstation ville give ham en Oscar-nominering for bedste mandlige hovedrolle, men det skete ikke, hvilket af nogle kritikere blev tilskrevet, at de ældre stemmegivere ved Oscar-uddelingen generelt ikke hylder gyserfilm.
| Pris                                          | Dato for ceremoni | Kategori                           | Modtager(e)                   | Resultat  | Noter  |
| --------------------------------------------- | ----------------- | ---------------------------------- | ----------------------------- | --------- | ------ |
| Avoriaz International Fantastic Film Festival | 1987              | Juryens særlige pris               | Fluen                         | Vundet    | [ 19 ] |
| Oscar                                         | 30. marts 1987    | Bedste makeup                      | Chris Walas og Stephan Dupuis | Vundet    | [ 19 ] |
| Canadian Society of Cinematographers          | 1987              | Bedste kinematografi               | Mark Irwin                    | Vundet    | [ 19 ] |
| 14. Saturn Awards                             | 17. maj 1987      | Bedste gyserfilm                   | Fluen                         | Vundet    | [ 20 ] |
| 14. Saturn Awards                             | 17. maj 1987      | Bedste make-up                     | Chris Walas                   | Vundet    | [ 20 ] |
| 14. Saturn Awards                             | 17. maj 1987      | Bedste skuespiller                 | Jeff Goldblum                 | Vundet    | [ 20 ] |
| Hugo Award                                    | 1. september 1987 | Bedste dramatiske præsentation     | Fluen                         | Nomineret | [ 21 ] |
| British Academy Film Awards                   | 20. marts 1988    | Bedste makeup og hår               | Chris Walas og Stephan Dupuis | Nomineret | [ 22 ] |
| British Academy Film Awards                   | 20. marts 1988    | Bedste specielle visuelle effekter | John Evans                    | Nomineret | [ 22 ] |

### Citerede værker
- Cronenberg, David (2006). David Cronenberg: Interviews with Serge Grünberg. Plexus Publishing. ISBN 0859653765.
- Mathijs, Ernest (2008). The Cinema of David Cronenberg: From Baron of Blood to Cultural Hero. Wallflower Press. ISBN 9781905674657.
- Rodley, Chris, red. (1997). Cronenberg on Cronenberg. Faber and Faber. ISBN 0571191371.